# Lorenzo Amatucci
Lorenzo Amatucci, né le 5 février 2004 à Arezzo en Italie, est un footballeur italien, qui évolue au poste de milieu défensif à l'UD Las Palmas, en prêt de l'ACF Fiorentina.

## Biographie

### En club
Né à Arezzo en Italie, Lorenzo Amatucci est formé par l'ACF Fiorentina. Il signe son premier contrat professionnel avec la Fiorentina le 22 août 2022, le liant au club jusqu'en juin 2025, avec une option pour une année supplémentaire. Cette même année il commence à s'entraîner avec le groupe professionnel, participant notamment à des matchs amicaux où il se montre à son avantage.

### En sélection
En août 2021, Lorenzo Amatucci est convoqué pour la première fois avec l'équipe d'Italie des moins de 18 ans.
Lorenzo Amatucci est convoqué avec l'équipe d'Italie des moins de 19 ans pour participer au Championnat d'Europe des moins de 19 ans en 2023. Après avoir battu l'Espagne, l'Italie atteint la finale de la compétition, où elle affronte le Portugal.

## Statistiques
| Saison                | Club                  | Championnat           | Championnat | Championnat | Coupe(s) nationale(s) | Coupe(s) nationale(s) | Compétition(s) continentale(s) | Compétition(s) continentale(s) | Compétition(s) continentale(s) | Total | Total |
| Saison                | Club                  | Division              | M.          | B.          | M.                    | B.                    | Comp.                          | M.                             | B.                             | M.    | B.    |
| 2023-2024             | ACF Fiorentina        | Serie A               | 2           | 0           | -                     | -                     | C4                             | -                              | -                              | 2     | 0     |
| Total sur la carrière | Total sur la carrière | Total sur la carrière | 2           | 0           | 0                     | 0                     | -                              | 0                              | 0                              | 2     | 0     |

## Palmarès
Italie -19 ans
- Championnat d'Europe
  - Vainqueur en 2023